# Skeet Ulrich
Skeet Ulrich (rozený Bryan Ray Trout, 20. ledna 1970) je americký herec, známý pro své role z 90. let, včetně rolí Billyho Loomise ve filmu Vřískot a Chrise Hookera ve filmu Čarodějky. Od roku 2017, hraje FP Jonese na CW v seriálu Riverdale. Mezi jeho další televizní role patří Johnston Jacob „Jake“ Green Jr. v televizním seriálu Jericho a detektiv LAPD Rex Winters ze seriálu Zákon a pořádek.

## Osobní život
V roce 1997 se Ulrich oženil s anglickou herečkou Georginou Catesovou , kterou potkal na večírku Oscarů. Jejich svatba byla malým obřadem, který se konal na jejich pozemku v Madison County ve Virginii. Hosty byli pouze kazatel a jejich psi. Společně mají dvojčata narozená v roce 2001. Ulrich a Cates se rozvedli v roce 2004.
V roce 2012 se oženil s herečkou Amelií Jackson-Grayovou a v roce 2015 se rozvedli.
V roce 2016 se Ulrich zasnoubil s brazilskou modelkou Rose Costa, ale pár se rozešel v listopadu 2017.